# Ars magna lucis et umbrae
Ars magna lucis et umbrae  ("La grande arte della luce e dell'ombra") è un trattato scritto in lingua latina nel 1646 dal gesuita tedesco Athanasius Kircher e pubblicato a Roma da Lodovico Grignani. Una seconda edizione fu pubblicata ad Amsterdam nel 1671 da Johann Jansson. L'opera si distingue per la spiegazione che viene fatta sui corpi celesti, i rapporti tra loro, l'influenza che hanno sulla Terra e il loro rapporto con il calcolo del tempo.

## Contenuti
Ars magna è stata la prima descrizione pubblicata in Europa dell'illuminazione e della proiezione delle immagini. Il libro contiene la prima illustrazione stampata di Saturno e l'edizione del 1671 conteneva anche una descrizione della lanterna magica. Ars magna è la prima delle opere di Kircher a seguire una struttura simbolica. Si compone di dieci libri, rappresentati come le dieci corde dello strumento con cui il salmista loda il Signore nel Salmo 143. I dieci libri hanno anche un significato cabalistico, indicando le dieci sefirot.

## Illustrazioni
L'illustrazione di Saturno era una xilografia. Il pianeta era rappresentato come una sfera con due ellissi vicine, poiché l'esistenza degli anelli non era ancora stata scoperta nel 1646. Quando la seconda edizione fu pubblicata nel 1671, si capì che Saturno aveva anelli e non due grandi satelliti, ma Kircher non ha corretto l'illustrazione ed è stata ristampata senza modifiche.

## Libro X -Magia lucis et umbrae

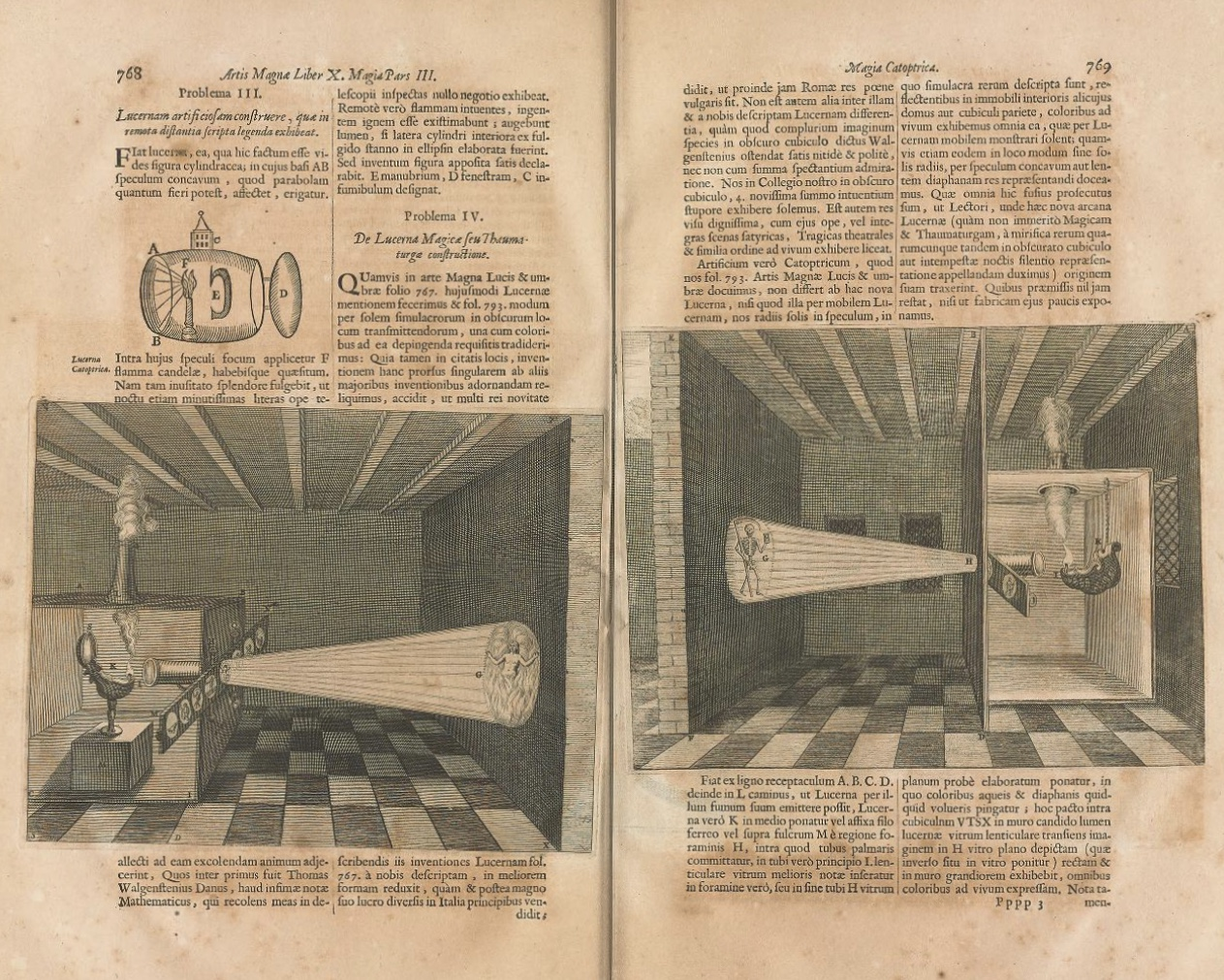
Illustrazione della lanterna magica

Nel libro X, chiamato Magia lucis et umbrae ("Magia di luci e ombre"), l'autore  spiega come viene costruita e utilizzata la lanterna magica. La spiegazione e la descrizione di questo dispositivo occupa solo una pagina e mezza, ma spicca nel libro perché è la prima volta che viene descritta la costruzione e l'utilizzo di un dispositivo dedicato alla proiezione di immagini in movimento. Inoltre, gli viene dato il soprannome di "magia" perché Kircher credeva che con questo dispositivo sarebbe stato possibile impressionare così tanto il pubblico da non dimenticare mai ciò che aveva visto.

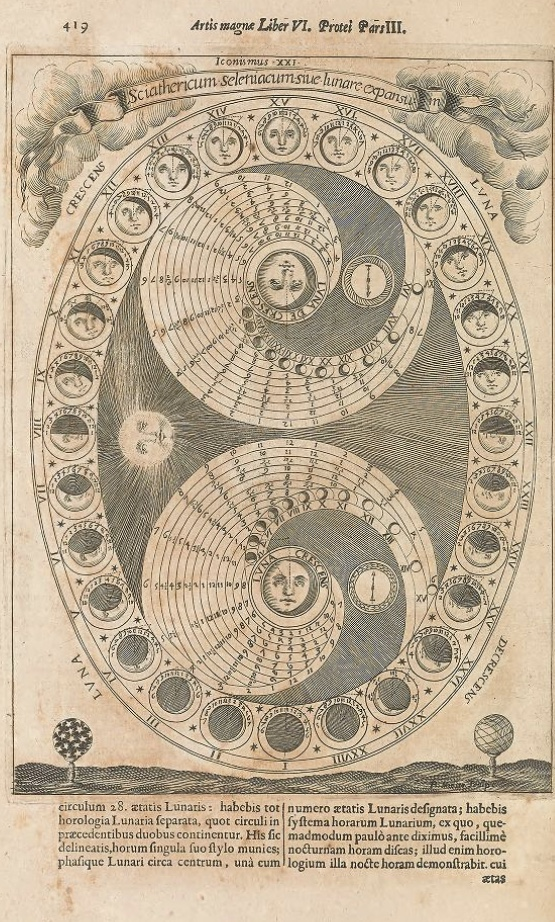
meridiana